# 小行星21503
小行星21503（21503 Beksha）是一颗绕太阳运转的小行星，为主小行星带小行星。该小行星于1998年5月22日发现。

## 轨道参数
小行星21503的轨道半长轴为2.5314351 UA，离心率为0.113。